# The Porter
The Porter es una serie dramática de televisión canadiense que se estrenará en CBC Television el 21 de febrero de 2022.

## Sinopsis
La serie describirá la historia de los hombres negros canadienses y afroestadounidenses que trabajaron como porteadores de Pullman en el período posterior a la Primera Guerra Mundial, lo que condujo a la creación en 1925 de Brotherhood of Sleeping Car Porters como el primer sindicato liderado por negros.

## Reparto
- Aml Ameen como Junior Massey
- Ronnie Rowe Jr. como Zeke Garrett
- Mouna Traoré como Marlene Massey
- Alfre Woodard como Fay
- Oluniké Adeliyi como Queenie
- Loren Lott como Lucy
- Arnold Pinnock como Glenford
- Bruce Ramsay como Dinger

## Producción

### Desarrollo
El 10 de diciembre de 2020, CBC Television y BET+ anunciaron que se asociarían en la creación de una serie sobre un grupo de trabajadores ferroviarios que formaron el primer sindicato liderado por negros. La serie de Inferno Picture y Sienna Films fue creada por Arnold Pinnock y Bruce Ramsay, con la participación de Annmarie Morais, Marsha Greene, Charles Officer y R.T. Thorne como productores, con Officer y Thorne también dirigiendo. La serie está escrita por Morais, Greene, Andrew Burrows-Trotman, Priscilla White, Pinnock y Ramsay, con R.T. Thorne participando en la sala de escritores. El rodaje tuvo lugar principalmente en Winnipeg, Manitoba, Canadá, entre junio y septiembre de 2021.

#### Casting
En abril de 2021, CBC y BET+ anunciaron que el elenco principal estaba programado para incluir a Aml Ameen, Ronnie Rowe Jr., Mouna Traoré. En junio, Oluniké Adeliyi y Loren Lott se unieron al elenco, y los creadores Arnold Pinnock y Bruce Ramsay también asumieron papeles regulares en la serie. En julio de 2021, se anunció que Alfre Woodard se uniría al elenco en un papel recurrente.

## Lanzamiento
Además de CBC, la serie se transmitirá en los Estados Unidos por BET+.